# Tlalixtac de Cabrera
Tlalixtac de Cabrera là một đô thị thuộc bang Oaxaca, México. Năm 2005, dân số của đô thị này là 8378 người.